# Votehere
Votehere est une société produisant des machines à voter électroniques, utilisées dans les élections aux États-Unis d'Amérique. Son nom signifie littéralement : Vote ici.
Ces machines, dont la mise en place a été encouragée par le « Help America Vote Act » de George W. Bush, après les incertitudes de l'élection l'ayant amené au pouvoir, ont donné lieu à diverses controverses, notamment lors de :
- l'élection présidentielle des États-Unis d'Amérique de 2004 (voir Wiki en:)
- l'Élection générale des États-Unis d'Amérique de 2006.

Votehere est jugée proche de George W. Bush. Robert Gates a été membre du comité des directeurs de cette société.
Le documentaire Hacking Democracy (2006) décrit les problèmes liés à ses machines.
Elles ont été dénoncées comme peu fiables et sujet à piratages.